# إبراهيم بن عبد الرحمن النشمي
إبراهيم بن عبد الرحمن بن إبراهيم النشمي ، ولد بمدينة شقراء هو أحد رجال الملك عبد العزيز آل سعود، وقد شارك مع الملك عبد العزيز في توحيد البلاد حيث شارك في حصار المدينة المنورة.
وقال أمين الريحاني : وكان في المدينة قوة نجدية بقيادة صالح بن عذل تعسكر في الحناكية، وقد كان غالبية جيشه من الحضر بقيادة إبراهيم النشمي الذي يرابط حول المدينة المنورة، مأموراً بمحاصرتها، إلا أن تأتيه أوامر من القيادة العليا بالاقتحام. فيقول الشريف شحات أمير المدينة المنورة إلى الشريف حسين بن علي: «جلالة الملك المعظم، جهزنا عبدكم ولدنا مع عسكره وبعض من حرب على النشمي فكسروه وأسروا 4 أنفار من جماعته.

## سيرته
ولقد نشرت صحيفة اليمامة: حديثاً بمناسبة اليوم الوطني ورد به ما سبق أن أورده الأستاذ عبد الله بن محمد بن خميس، في كتابه تاريخ اليمامة ومانصه: (هو إبراهيم النشمي من الرجال الذين يقول عليهم وتسند إليه المهمات ولاه الملك عبد العزيز عدة إمارات وقاد السرايا والجيوش وكتب له عدة كتابات رأيت فيها النخوة والحفز وقد صحبه كثير في غزواته وحروبه.

## مولده ونشأته
ولد في مدينة شقراء بالوشم 1313هـ وتربى في بيت والده عبد الرحمن الذي كان معروفاً بالتقى والصلاح كما كان من أعيان البلدة وتجارها أما موطن أجداده فهو الزلفي حيث نزح الجد الرابع من الزلفي إلى شقراء بالوشم واستقر بها.

## تعليمه وثقافته
اهتم والده بتعليمه منذ الصغر فألحقه بكتًاب شقراء فتعلم القراءة والكتابة وحفظ بعض أجزاء من القرآن الكريم ثم أخذ يثقف نفسه بالمطالعة ومجالسة طلبة العلم حتى أدرك قسطاً كبيراً من العلم والمعرفة والثقافة.

## أوصافه وصفاته
معتدل القامة أبيض الوجه، عسلي العينين عريض الجبهة، هادئ الطبع، دمث الخلق، جم التواضيع، ذو نظرة ثاقبة، رحب الصدر، عذب الحديث، لطيف المنادرة، راجح العقل، قوي الشخصية، عالي الهمة، واسع الإطلاع، سديد الرأي، بار بوالديه، وصول لأقاربه وجيرانه وأصدقائه ومعارفه، نقي السريرة، سباق لفعل الخيرات، فيه نخوة وشهامة.[بحاجة لمصدر]
يستولي على قلوب عارفيه باحترامه ووقاره، صادق في قوله وفعله، لا يعرف الحقد والحسد، ولا يسمع الغيبة، ولا يقبل النميمة، آمر بالمعروف ناه عن المنكر، على وجهه سيماء التقوى والصلاح، صبر وصابر وكافح حتى ذاع صيته، واشتهر في عصره.[بحاجة لمصدر]
وأصبح مثالاً يحتذى به، حازم مخلص في عمله حريص على أدائه على الوجه الأكمل مهما كلفه من وقت وجهد، حتى أصبح من الرجال الذين يعول عليهم وتسند إليهم المهمات الكبيرة حيث ولاه الملك عبد العزيز عدة إمارات وعينه قائداً لبعض السرايا والجيوش واصطحبه معه في بعض الغزوات. [بحاجة لمصدر]

## مناصبه
المناصب التي تولاها إبراهيم بن عبد الرحمن النشمي من 1 / 1 /1341هـ إلى أن تقاعد في 1 / 9 / 1385هـ
| التسلسل | المنصب                                          | التاريخ                                   |
| ------- | ----------------------------------------------- | ----------------------------------------- |
| 1       | مسئول لأعمال المدينة الحربية                    | من 1 / 1 / 1341 هـ إلى 30 / 6 / 1345 هـ   |
| 2       | أميراً لـ مدينة ينبع                             | من 3 / 7 / 1345 هـ إلى 17 / 1 / 1347 هـ   |
| 3       | أمير غزوة                                       | من 17 / 1 / 1347 هـ إلى 17 / 7 / 1247 هـ  |
| 4       | رئيساً للهجانة العسكرية بمكة المكرمة             | من 17 / 7 /1347 هـ إلى 17 / 1 / 1348 هـ   |
| 5       | أمير غزوة                                       | من 17 / 1 / 1348 هـ إلى 8 / 11 / 1348 هـ  |
| 6       | أميراً لـ الجوف                                  | من 8 / 11 / 1348 هـ إلى 30 / 7 / 1349 هـ  |
| 7       | أميراً لـ العلا                                  | من 26 / 2 / 1351 هـ إلى 20 / 8 / 1352 هـ  |
| 8       | أمير غزوة                                       | من 20 / 8 / 1352 هـ إلى 16 / 4 / 1353 هـ  |
| 9       | أميراً لـ تربة                                   | من 11 / 4 / 1353 هـ إلى 21 / 6 / 1354 هـ  |
| 10      | أميراً لـ نجران (المرة الأولى)                   | من 17 / 6 / 1354 هـ إلى 16 / 6 / 1356 هـ  |
| 11      | مرافقاً للملك عبد العزيز بن عبد الرحمن آل سعود - | من 16 / 1 / 1356 هـ إلى 30 / 12 / 1357 هـ |
| 12      | مديراً لأعمال الزراعة بـ الخرج                   | من 30 / 12 / 1357 هـ إلى 1 / 1 / 1363 هـ  |
| 13      | أميراً للـ الخرج                                 | من 1 / 1 / 1363 هـ إلى 1 / 1 / 1366 هـ    |
| 14      | مرافقاً للملك عبد العزيز بن عبد الرحمن آل سعود - | من 1 / 1 / 1366 هـ إلى 1 / 1 / 1369 هـ    |
| 15      | مديراً للقصور الملكية والضيافات بـ الخرج         | من 1 / 1 / 1369 هـ إلى 1 / 12 / 1371 هـ   |
| 16      | مديراً لأعمال الزراعة الخاصة بـ الخرج            | من 1 / 12 / 1371 هـ إلى 1 / 6 / 1375 هـ   |
| 17      | أميراً لـ نجران (للمرة الثانية)                  | من 1 / 6 / 1375 هـ إلى 1 / 6 / 1385هـ.    |

## أبناء إبراهيم بن عبد الرحمن النشمي
لديه ثماني بنات وإحدى عشر أبن هم :
1- صالح بن إبراهيم بن عبد الرحمن النشمي.
2- محمد بن إبراهيم بن عبد الرحمن النشمي.
3- يوسف بن إبراهيم بن عبد الرحمن النشمي.
4- عبد العزيز بن إبراهيم بن عبد الرحمن النشمي.
5- عبد الرحمن بن إبراهيم بن عبد الرحمن النشمي.
6- حمود بن إبراهيم بن عبد الرحمن النشمي.
7- سعود بن إبراهيم بن عبد الرحمن النشمي.
8- ناصر بن إبراهيم بن عبد الرحمن النشمي.
9- سعد بن إبراهيم بن عبد الرحمن النشمي.
10- عبد الله بن إبراهيم بن عبد الرحمن النشمي.
11- عبد الوهاب بن إبراهيم بن عبد الرحمن النشمي.

## وفاته
توفي إبراهيم النشمي إثر مرض ألم به فتم نقله إلى لندن للعلاج فتوفى يوم 12 / 12 / 1398هـ وقد تم نقل جثمانه إلى مكة المكرمة حيث صلي عليه في الحرم المكي الشريف ودفن في مقبرة العدل بـ مكة المكرمة.